# 福長正彦
福長正彦（ふくなが まさひこ、1979年7月25日- ）は、鳥取県鳥取市出身の陸上競技選手。

## チーム遍歴
- 鳥取市立東中学校
- 鳥取県立鳥取西高等学校
- 東京学芸大学陸上競技部
- 鳥取県スポーツセンター陸上競技部
- 鳥取県立八頭高等学校陸上競技部監督
- 鳥取県立鳥取商業高等学校陸上競技部監督(2011～2017年度)
- 鳥取県立鳥取東高等学校陸上競技部監督(2018年度〜)

## 主な成績
| 年   | 大会                               | 場所       | 種目 | 結果 | 記録   |
| ---- | ---------------------------------- | ---------- | ---- | ---- | ------ |
| 1997 | 全国高等学校陸上競技対校選手権大会 | 京都市     | 200m | 6位  | 21秒87 |
| 1999 | 日本学生陸上競技対校選手権大会     | 新宿区     | 200m | 1位  | 21秒05 |
| 2000 | 日本陸上競技選手権大会             | 仙台市     | 200m | 2位  | 20秒87 |
| 2000 | 国民体育大会                       | 富山市     | 200m | 2位  | 20秒97 |
| 2000 | アジア陸上選手権                   | ジャカルタ | 200m | 1位  | 20秒78 |
| 2000 | 日本学生陸上競技対校選手権大会     | 新宿区     | 200m | 1位  | 20秒82 |
| 2000 | 日本学生陸上競技種目別選手権       | 平塚市     | 200m | 1位  | 20秒60 |
| 2000 | 日本学生陸上競技種目別選手権       | 平塚市     | 100m | 1位  | 10秒33 |
| 2000 | スーパー陸上                       | 横浜市     | 200m | 5位  | 20秒57 |
| 2002 | 国民体育大会                       | 高知市     | 100m | 6位  | 10秒60 |
| 2002 | 日本陸上競技選手権大会             | 石川市     | 200m | 4位  | 21秒31 |
| 2004 | 日本陸上競技選手権大会             | 鳥取市     | 200m | 8位  | 21秒19 |
| 2004 | 国民体育大会                       | 熊谷市     | 100m | 5位  | 10秒49 |
| 2005 | 日本陸上競技選手権大会             | 新宿区     | 200m | 8位  | 21秒45 |

## 経歴
- 東京学芸大学に入学後、一躍日本のトップ選手に成長。2000年 には、シドニーオリンピック参加標準A記録を100mで1回、200mで3回突破するも、国内での代表選考に漏れ出場できず。
- 2000年6月に行われた日本学生陸上競技種目別選手権では、20秒60を記録し、当時末續慎吾が持っていた200m日本学生記録20秒67を破って優勝している。
- 2000年8月インドネシアジャカルタで行われたアジア陸上選手権に200mで出場、準決勝でレース中に脚が痙攣するというアクシデントに見舞われながら[独自研究?]、8番目のタイムで決勝進出。決勝では1レーンという不利な条件を克服し[独自研究?]、20秒78のタイムで優勝した。
- 2000年9月にはスーパー陸上に200mで出場、向い風0.7mの中20秒57で走り、オバデレ・トンプソン（バルバドス）、末續慎吾、リカルド・ウイリアムズ（ジャマイカ）、ブライアン・ルイス（アメリカ）に次ぐ5位に入っている。
- 2002年7月にはスプリントトライアスロンに出場し、100m10秒64（1024点）、200m21秒27（1041点）、400m47秒70（1009点）総合得点3074点で日本新記録を樹立している。
- 2015年にはチーム監督として、自身初の 400メートルリレー走、 1600メートルリレー走を全国高等学校総合体育大会に導いた。
- 同じく2017年にはチーム監督して100ｍで全国高校総体へ導いた。

## 自己ベスト
- 100m：10秒25
- 200m：20秒57

## 関連文献
- 「月刊陸上競技」2000年10月号
- 「陸上競技マガジン」2000年10月号